# Metnaj
Metnaj este o localitate din comuna Ivančna Gorica, Slovenia, cu o populație de 104 locuitori.